# Bowie Tsang
Bowie Tsang (cinese tradizionale: 曾寶儀; cinese semplificato: 曾宝仪; pinyin: Zēng Bǎoyí; Taiwan, 21 febbraio 1973) è una cantante, scrittrice e conduttrice televisiva taiwanese conosciuta anche con il nome d'arte di a*baw (caratteri tradizionali: 阿寶; caratteri semplificati: 阿宝; pinyin: Ā Bǎo).

## Biografia
Bowie Tsang è laureata in Sociologia all'Università Nazionale di Taiwan. Parla correntemente mandarino, cantonese, inglese e un po' di giapponese.

## Vita privata
Bowie ha una sorella e due fratelli minori, di cui uno, Derek Tsang, è attore. Suo padre è l'attore di Hong Kong Eric Tsang, mentre la madre è l'attrice taiwanese Wang Mei-Hua (王美華).

## Opere

### Discografia
| Album | Titolo                    | Pubblicazione                  |
| ----- | ------------------------- | ------------------------------ |
| 1     | 阿寶 a*baw                | 1º aprile 1999 Forward Music   |
| 2nd   | 想愛 Hope in Love         | 1º agosto 2000 Forward Music   |
| 3     | 我們的童話 Our Fairy Tale | 1º giugno 2001 Forward Music   |
| 4     | 專注 Concentration        | 29 novembre 2002 Forward Music |

### Programmi televisivi
- TVBS-G Super Live 3-5
- 台灣電視公司《綜藝旗艦 Hello Jacky!》
- TVBS-G《晚安各位觀眾》
- TVBS-G《哈囉各位觀眾》
- 飛碟電台《飛碟小點心，寶貝七點鐘》
- 香港亞洲電視《亞洲星光大道》
- 臺灣電視公司《百萬小學堂》 (Are You Smarter Than a 5th Grader?)

### Pubblicazioni
- 《阿寶靚湯》
- 《阿寶靚湯2：寶媽寶妹幸福湯》
- 《阿寶靚湯3：美人湯．孕婦湯42品》
- 《阿寶靚湯4：40道養生美容素食湯方》
- 《寶媽寶妹交換日記：不能和媽媽說的事》